# Bernolsheim
Bernolsheim je občina v departmaju Bas-Rhin francoske regije Alzacija.
Leta 2008 je v občini živelo 578 oseb oz. 171 oseb/km².